# Nahia (otomana)
La nahia, nahiye o nahiyah era una unidad administrativa del Imperio otomano, más pequeña que un kaza. La encabezaba un mütesellim (gobernador) que nombraba el Bajá del bajalato del que formaba parte.
El kaza era una subdivisión de un sanjacado y correspondía aproximadamente a una ciudad y su alfoz, compuesto de sus pueblos circundantes. Los kazas se dividían a su vez en nahias (gobernadas por müdür) y pueblos (karye, gobernados por muhtar). La reforma de las leyes administrativas de 1871 hicieron de las nahias (que conservaron como figura principal al müdür) una unidad intermedia entre el kaza y el pueblo.

## Legado
El nombre pervivió en el Principado de Serbia (1817-1833) y el de Montenegro (1852-1910) como nahija (нахија).